# أدريان باتلز
أدريان باتلز (بالإنجليزية: Adrian Battles)‏ هو لاعب كرة قدم أمريكية أمريكي، ولد في 30 أكتوبر 1986 في الولايات المتحدة.

## وصلات خارجية
- أدريان باتلز على موقع مرجع كرة القدم المحترفة.كوم (الإنجليزية)